# Heretica
Heretica (af græsk αἱρετικός (hairetikós), kættersk) var et litterært tidsskrift på Ole Wivels forlag 1948-53, grundlagt af Ole Wivel, Thorkild Bjørnvig og Bjørn Poulsen. Tidsskriftet var økonomisk støttet af Knud W. Jensen. Blandt bidragyderne var Karen Blixen, Jørgen Gustava Brandt, Vilhelm Grønbech, Per Højholt og Ole Sarvig foruden redaktørerne og en lang række oversatte, udenlandske kunstnere og kritikere.
Kredsen om tidsskriftet ønskede at skabe en litterær debat, der problematiserede den moderne kultur. Heretica var kritisk stillet overfor store dele af moderniteten, hvor mennesket var fremmedgjort, og metafysiske og religiøse erfaringer var udgrænsede. De mente, at samfundskulturen var styret af teknik, videnskab og fornuftstænkning. Der var brug for nye måder at forstå menneskets på, ikke som et socialt, psykologisk eller politisk væsen, men derimod med udgangspunktet i det etiske og personlige, og der kan derfor spores en indflydelse fra bl.a. Kierkegaard. Ifølge Heretica-kredsen var det især kunsten og poesien, der kunne ændre samfundet. Det kom til udtryk i Paul la Cours centrale Fragmenter af en dagbog; hvor de tre første kapitler blev trykt i Hereticas tre første hæfter.
Heretica mente, at den grundlæggende kulturkrise havde sit udgangspunkt i renæssancen, hvor blandt andet rationalismen og humanismen havde deres udspring. Idehistorisk var Heretica præget af teolog Hal Koch og religionshistoriker Vilhelm Grønbech. Mere direkte øvede litteraturhistoriker Jens Kruuse indflydelse på Bjørn Poulsen og Thorkild Bjørnvig, som deres underviser på Aarhus Universitet.

## Årgangene
Heretica redigeredes på skift af to redaktører, hver i to år.
- 1948-49: Thorkild Bjørnvig og Bjørn Poulsen.
- 1950-51: Martin A. Hansen og Ole Wivel.
- 1951-53: Frank Jæger og Tage Skou-Hansen.

## Tidsskriftet Dialog
To år efter Hereticas begyndelse, i 1950, så tidsskriftet Dialog dagens lys. Det åbenlyst rationalistisk- og marxistisk-orienterede tidsskrift opponerede mod Hereticas grundlæggende idéer. Dialog var udgivet af DKP's forlag Tiden. Blandt grundlæggerne af Dialog var Erik Knudsen, der tidligere havde været med i Heretica.